# Astroceramus callimorphus
Astroceramus callimorphus är en sjöstjärneart som beskrevs av Fisher 1906. Astroceramus callimorphus ingår i släktet Astroceramus och familjen ledsjöstjärnor. Inga underarter finns listade i Catalogue of Life.